# ラザフォードアップルトン研究所
ラザフォードアップルトン研究所（英: Rutherford Appleton Laboratory、略称RAL）は、イングランドのオックスフォードシャーのチルトンにあるハーウェル・サイエンス・アンド・イノヴェーション・キャンパスに属する科学研究所。名称は、アーネスト・ラザフォードとエドワード・アップルトンから来ている。
1957年にラザフォード・ハイ・エナジー・ラボラトリー（Rutherford High Energy Laboratory）として設立。1975年および1979年に、アトラス・コンピューター・ラボラトリー（Atlas Computer Laboratory）およびアップルトン・ラボラトリー（Appleton Laboratory）と合併し、現在に至る。